# Kotász Károly
Kotász Károly (Pest, 1872. november 4. – Rákoskeresztúr, 1941. február 4.) festőművész, grafikus, pedagógus.

## Családja
A Kotász család eredete nagyjából a 17. századig vezethető vissza, tagjai már akkor iparossággal és kereskedelemmel foglalkoztak. A családi nevet adó kotász szó jelentése bizonytalan, származhat a kótászik (kóborol) szóból, jelölheti a kótát (gyékényből vagy kákából font kosár alakú halászszerszám, amely a víz színén lebegve a lemerített háló helyét mutatja) készítő mesterembert, de egyes vélekedések szerint a lovak nyakába akasztott, szőrméből készült díszítő-elemre utal. A Kotász két t-vel is előfordul, Kottász (ez esetben a név kottaíró mesterembert jelölhet), de valószínűsíthető, hogy a különböző írásmód és névhasználat nem jelent két külön családot.
Kotász Károly az ötgyermekes, evangélikus vallású Kotász József kalaposmester és Demeter Karolina fiaként született Pesten, ahonnan szülei egyéves korában Rákoskeresztúrra költöztek.

## Élete
Eleinte – Munkácsy Mihályhoz hasonlóan – apja műhelyében inasoskodott, kitanulta a kalapkészítő szakmát, és már 21 éves, amikor Vastagh György festőművész segítségével bejutott az Iparművészeti Iskolába. Morelli Gusztáv keze alatt fametszést tanult, tanulmányai befejeztével mestere műhelyébe került, majd Schmál műépítész alkalmazta díszítő-tervező rajzolónak. A Magyar Iparművészet 1897/98-as évfolyamában egyik itt készített dekorációs rajzát – Három rózsa három bimbóval – közölték a szerkesztők. Ezután müncheni, majd 1903-tól párizsi akadémiai évek következtek, közben a Műcsarnok 1902–1903-as téli tárlatán Kecske a tövisek között című festményével bemutatkozási lehetőséghez jutott. Párizsból hazatérve kötelezte el magát végleg a festőművészet mellett.

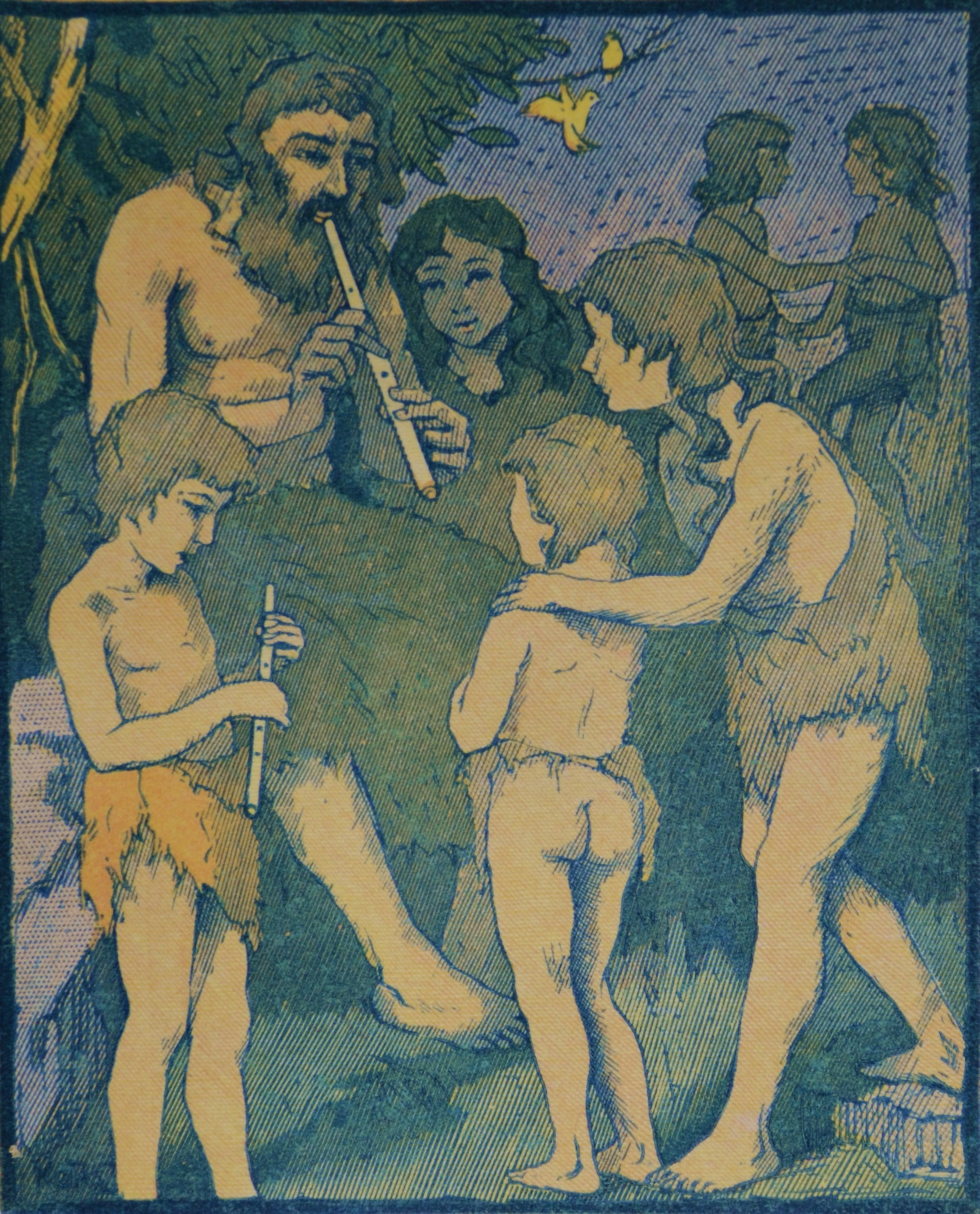
Kotász Károly: Jubál (1905), színes fametszet

1906–1911 között előbb rajztanárként, majd rövid ideig az intézmény igazgatójaként dolgozott Verő Adél leánynevelő magániskolájában. Ekkoriban több tanulmányutat tett Olaszországba, itthon pedig a Nemzeti Szalon kiállításain a tárlatlátogatók már rendszeresen találkozhattak a képeivel. 1909-ben vették fel a Március szabadkőműves páholyba.
1911-ben, anyagi helyzetének javultával kis házat vásárolt Rákoskeresztúron, a Hajnal utca 6. szám alatt, amelyet idős szüleivel együtt vett birtokba.
1919-ben házasságot kötött Fekete Olgával. Egy gyermekük született, Zsuzsanna, akit számos képen örökített meg később a művész.
1922-ben szerepelt először külföldön, három képe utazott Stockholmba. 1923-ban belépett a Céhbeliek Művészeti Egyesületébe, a társaság kiállítási katalógusaiban életrajza is olvasható, az áttörés évének azonban 1925 tekinthető, amikor önálló kollekcióval mutatkozott be a Nemzeti Szalonban és az Ernst Múzeumban. 1926-ban Prágában 40 képpel szerepelt, és innentől kezdve a nemzetközi elismerés egyre jelentősebb állomásai következnek (Pozsony, Bécs, Berlin, Brüsszel, Párizs, Róma stb.).
A Neue Wiener Abendblatt kritikusa 1927-ben így ír róla: „Kotász vérbeli kolorista. De nem azok közül, akik örülnek a szín pompájának, mert az ő palettája nem ujjong, hanem sóhajt és nyög, a melankólia rezzen át rajta. Az ő csattanó pirosa nem a győzelem ujjongása, hanem fájdalomkiáltás és az ő nehéz kékje a panasz jajkiáltása, szürkéi és barnái egy gyötrődő lélek vajúdó vallomásai.”

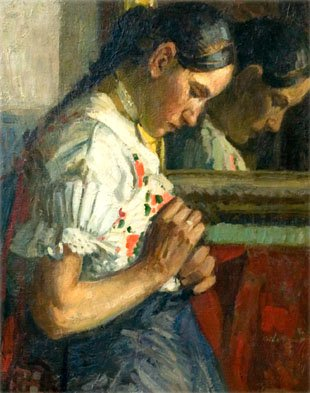
Kotász Károly: Ara (1910 körül), olaj

1929-től 1933-ig minden évben kiállítása nyílt Párizsban. 1930-ban unokaöccse, Kemény Károly, aki egyúttal Kotász ügynöke volt, két önarcképet (a választás lehetőségével) felajánlott a firenzei Uffizi számára, a művek közül az egyiket elfogadta a képtár vezetése, így Kotász portréja bekerült az állományba. Számos nemzetközi díjban részesült (pl. 1931-ben a francia közoktatási és művészeti minisztérium a „Közoktatás Tisztje” kitüntetést adományozta neki). Kiállításainak és megrendeléseinek sokasága, a mecénási invitációk ellenére tanulmányútjai befejeztével már soha többé nem mozdult ki szűkebb hazájából, Rákoskeresztúrról. Az 1930-as években fő témájává is az akkor még gyéren lakott, alföldies hangulatú rákoskeresztúri táj vált.
1935-ben telket vásárolt, és saját tervezésű házat építtetett, a manzárdon tágas, világos műteremmel. Élete utolsó szakaszát itt töltötte, szinte teljes visszavonultságban, feleségével és leányával. Bár látása fokozatosan romlott, termékenysége csak nőtt, családjának emlékezete szerint előfordult, hogy egy nap alatt több olajképet is befejezett. Egyes becslések 3-4000 képre teszik a teljes életművét (a Nemzeti Galéria tulajdonába nyolc képe került), hozzátéve, hogy a művek nagy része külföldi magángyűjteményekben lappang. Öccse feljegyzései szerint halála előtt elméje elborult, beszélőképességét elvesztette. 1941. február 4-én hunyt el.
Budapest ostroma során rákoskeresztúri műteremházát feltörték, sok képe eltűnt vagy megsemmisült. A bevonuló szovjet csapatok több gazdag magángyűjtemény (pl. a XVII. kerületi Podmaniczky-Vigyázó-kastély) kirablásával, hadizsákmány címén Kotász képeiből is vittek ki az országból, ezek a Szovjetunió különböző képtáraiba vándoroltak.
Halála után a „Műbarát” Kiállítási Intézet rendezett tárlatot a hagyatékából 1943 novemberében, majd hosszú évtizedekig nem volt önálló kiállítása. 2000-ben az Erdős Renée Ház emlékezett munkáinak bemutatásával a művészre.
Említést érdemel illusztrátori tevékenysége, népszerűek voltak mesekönyvekhez készített rajzai, nyomatai (Ágai Adolf: Rontó Pál viselt dolgai, Benedek Elek-mesék, A világ legszebb meséi, Gaál Mózes: Egy kis diák naplójából, Nótás Katicza, Gombos Albin: Hájas Muki kalandjai stb.), amelyek az 1910-es években az Athenaeum kiadónál jelentek meg.

## Emlékezete

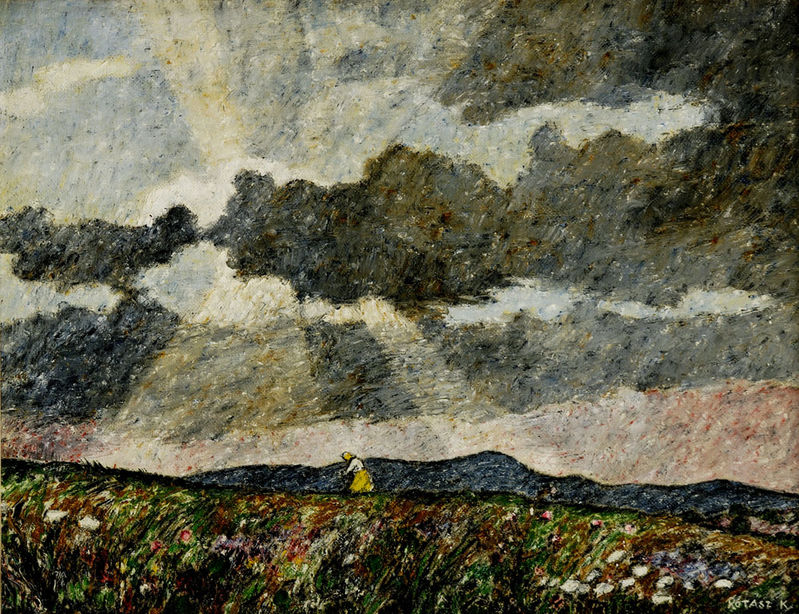
Kotász Károly: Fényjáték (1920 körül), olaj, 37x48 cm

Budapest XVII. kerületében, Rákoshegyen 1991-től közterület viseli a nevét (Kotász Károly utca, volt Ságvári utca).
2022-ben, születésének 150-ik évfordulóján az Erdős Renée Ház kiállítással
, a Dr. Kotász Könyvkiadó szépirodalmi pályázattal emlékezett meg róla.

## Stílusa
Kotászt a műelemzők leginkább sajátos borongós líraiságával, a színek váratlan felragyogtatásával és nagyvonalú foltkezelésével (időnként ecset helyett különböző szélességű spaklikkal, botokkal, tölcséresen szűkülő csövecskékkel felszerelt festéktubusokkal, sőt puszta kézzel festett) jellemzik. Realizmus, posztimpresszionizmus és expresszionizmus hagyományai szüremlenek át Kotász nehéz, „sorstól terhelt” életképein, portréin és tájképein – mert nála mintha még a tájképek is emberi sorsokat mintáznának. Boros Judit művészettörténész szerint Max Liebermann, Van Gogh, Oskar Kokoschka egyaránt hatottak Kotászra, de ha látásmódját rokonítanunk kell, mégis elsősorban Monticellit kell megemlítenünk. A hazai művészek közül leginkább Rudnay Gyula és Koszta József áll szemléletéhez közel.
Különlegesek azok a munkái, ahol a képmezőt színes filcdarabok összeillesztésével hozta létre.

## Jelentősebb művei (válogatás)
- Hortobágy (1900 körül, Uffizi)
- Ara (1910-es évek, magántulajdon)

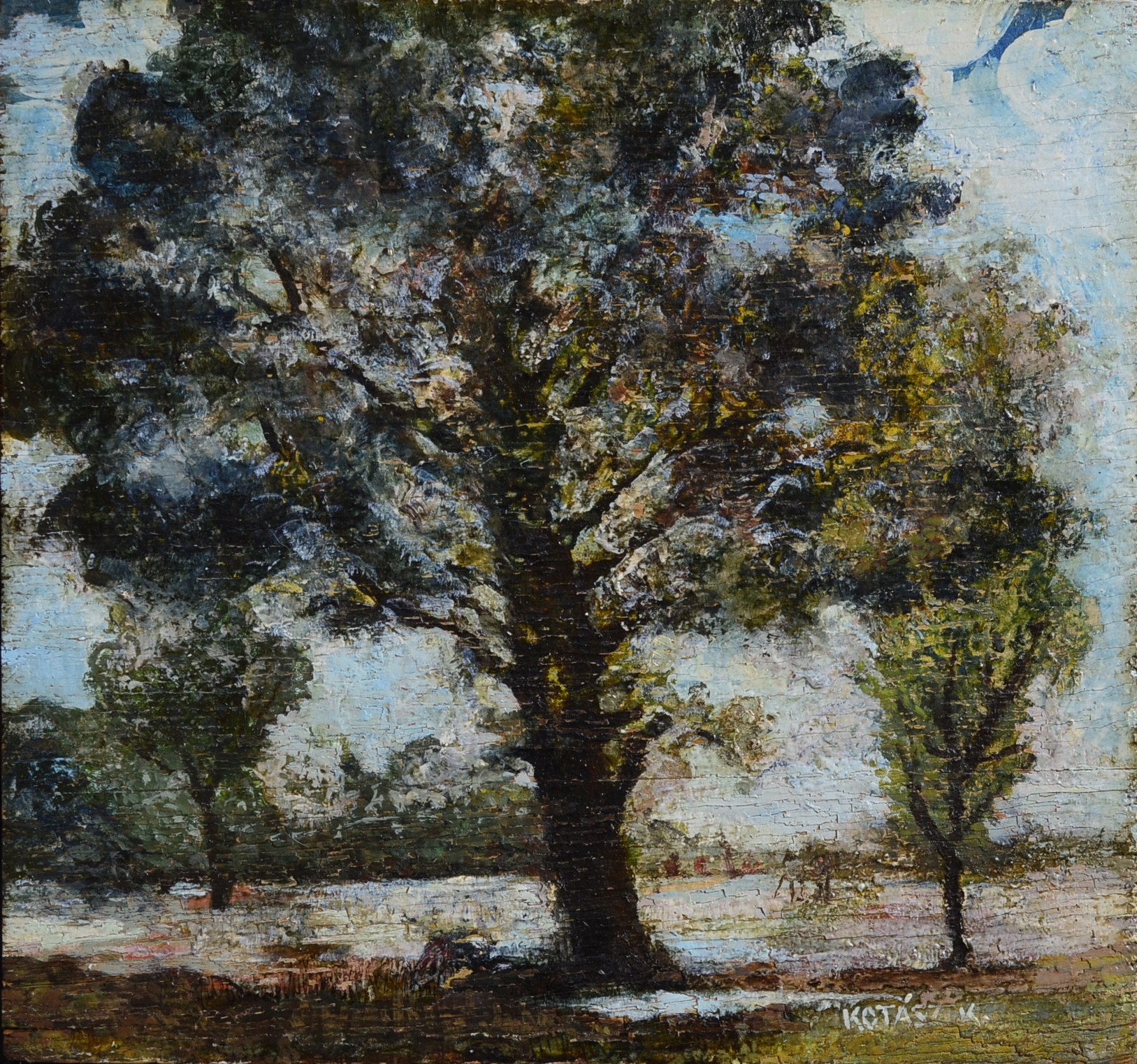
Kotász Károly: Tölgyfa a tóparton (1930-as évek eleje) olaj, fa, 32x34 cm

- Család (1919, Magyar Nemzeti Galéria)
- Jézus bevonulása Jeruzsálembe (1920-as évek, magántulajdon)
- Kora tavasz (1920-as évek, Magyar Nemzeti Galéria)
- Hortobágy (1929, Galleria Nazionale d'Arte Moderna)
- A hegy lábánál (1929, Galleria d'Arte Moderna-Villa Reale)
- Önarckép (1930, Uffizi)
- Balaton (1930-as évek, magántulajdon)
- Tölgyfa a tóparton (1930-as évek, magántulajdon)
- Út a Kálváriára (1930-as évek eleje, Magyar Nemzeti Galéria)

## Kiállításai (válogatás)
- 1921, Budapest, Nemzeti Szalon (Bakoss Tibor, Károly Andor, Kárpáthy Jenő, Kotász Károly, Sass Brunner Ferenc, Sassné Farkas Böske es W. Gyenes Gitta gyűjteményeiből rendezett csoportkiállítás)
- 1923, Budapest, Nemzeti Szalon (Bardócz Árpád, Kotász Károly, Ringer Erzsébet, Ripszám Henrik és Udvary Pál festőművészek, valamint Telcsné Stricker Gina szobrászművésznő gyűjteményeiből álló XXXVII. csoportkiállítás)
- 1924, Bécs, Künstlerhaus
- 1925, Budapest, Nemzeti Szalon
- 1925, Budapest, Ernst Múzeum (Barcsay Jenő, Goebel Jenő, Istókovics Kálmán, Kotász Károly, Szemere Lenke és Tóth Gyula festőművészek kiállítása)
- 1925, Pozsony
- 1926, Prága
- 1927, Pozsony
- 1927, Bécs, Neue Galerie
- 1927, Budapest, Nemzeti Szalon
- 1927, St. Etienne
- 1928, Gemäldegalerie (Berlin)
- 1928, Brüsszel, Galerie Kodak
- 1928, Amszterdam, Stedelijk Museum
- 1928, London, Abbey Gallery
- 1929, Párizs, Galerie Georges Petit
- 1929, Róma, Villa Umberto
- 1930, Milánó
- 1930, Torino
- 1930, Zürich, Dr. Störi Művészeti Szalon
- 1930, München, Galerie Paulus
- 1930, Varsó
- 1930, Koppenhága
- 1930, Osló
- 1930, Kassa
- 1931, Párizs, Grand Palais
- 1931, Prága
- 1931, Eperjes, Gellért Szalon
- 1931, Brünn
- 1931, Stockholm
- 1933, Párizs, Salon des Artistes Français
- 1933, Budapest, Ernst Múzeum (Jobbágyi Gaiger Miklós, Kákay-Szabó György, Kern Andor, Kotász Károly, Rónay Kázmér, Vásárhelyi Győző festőművészek gyűjteményes kiállítása)
- 1943, Budapest, "Műbarát" kiállítási Intézet 48. kiállítása
- 1983, Losonc, Nógrádi Galéria
- 2000, Budapest, Erdős Renée Ház
- 2022, Budapest, Erdős Renée Ház